# Pachygnatha tristriata
Pachygnatha tristriata är en spindelart som beskrevs av Carl Ludwig Koch 1845. Pachygnatha tristriata ingår i släktet Pachygnatha och familjen käkspindlar. Inga underarter finns listade i Catalogue of Life.